# Dobbeltaspektteori
Dobbeltaspektteorien er et hovedstandpunkt indenfor det psykofysiske problem, som er en filosofisk problemstilling indenfor metafysikken. Problemstillingen henvender sig til følgende spørgsmål:
Hvad er forholdet mellem sjælen og legemet, og hvilket af de to er det mest grundlæggende?
Dobbeltaspektteorien er en position i forhold til denne filosofiske diskussion. Positionen er følgende: det fysiske og det ikke-fysiske er to aspekter af den samme underliggende virkelighed.